# Nguyễn Xuân Phúc
Nguyễn Xuân Phúc (* 20. července 1954) je vietnamský politik, od roku 2021 do roku 2023 prezident Vietnamu a mezi lety 2016–2021 zastával post předsedy vlády. 17. ledna 2023 rezignoval na post prezidenta a odešel z politiky. 
Nguyễn Xuân Phúc vystudoval v bakalářském studijním programu práva. Dne 7. dubna 2016 prezidentem navržen do pozice předsedy vlády a následně zvolen parlamentem. V minulosti stál např. v čele provincie Quang Nam, od srpna roku 2011 byl místopředsedou vlády.